# Jozef en de vrouw van Potifar

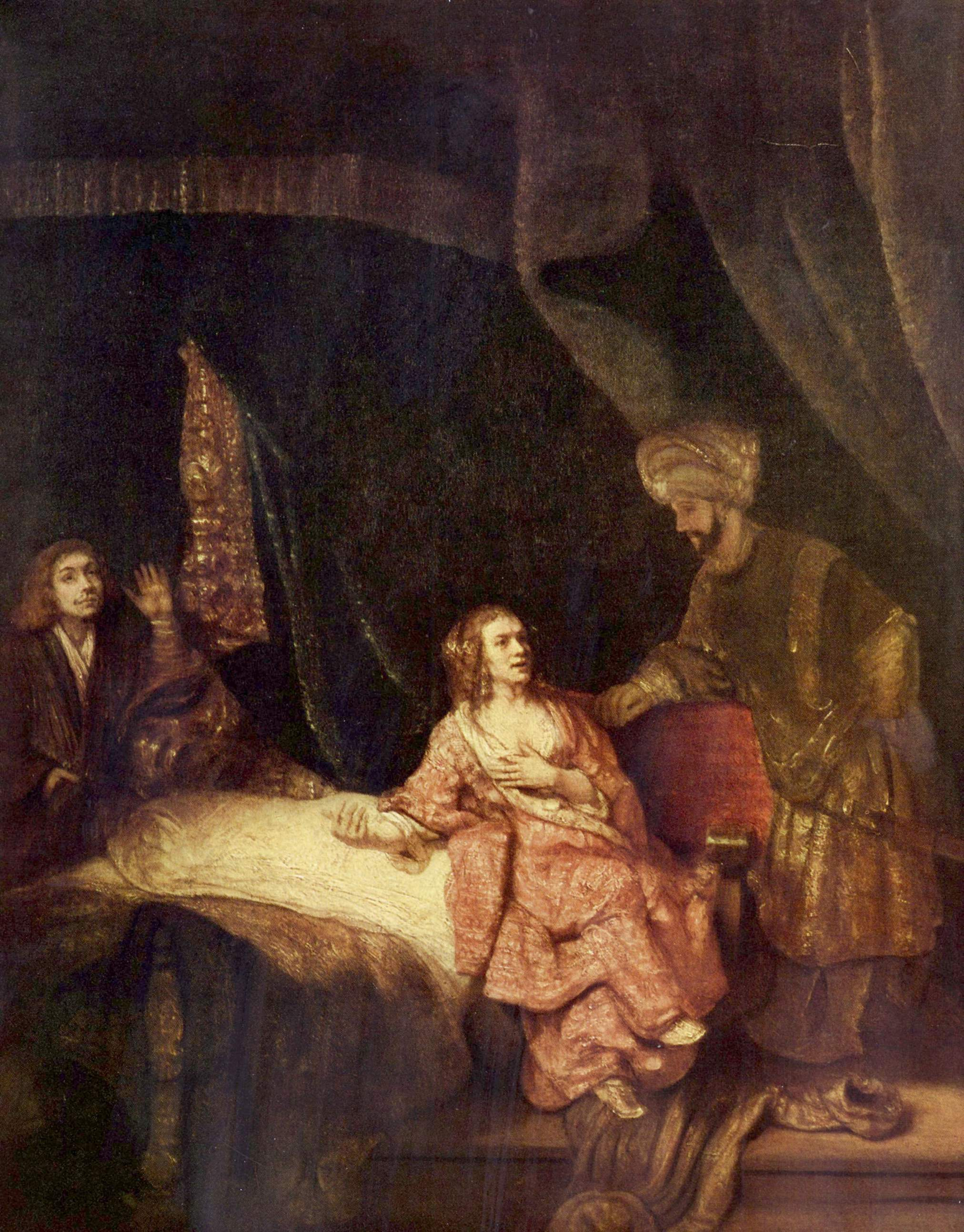
Jozef en Potifars vrouw, Rembrandt van Rijn, 1655

Het verhaal over Jozef en de vrouw van Potifar staat in Genesis 39 in de Hebreeuwse Bijbel.

## Het verhaal
Potifar (Hebreeuws: פּוֹטִיפַר / פּוֹטִיפָר, Pôṭîp̄ar / Pôṭîp̄ār; Egyptisch: p-di-p-rʿ, "hij die door Ra gegeven is") was volgens Genesis hoveling en bevelhebber van de lijfwacht van de farao. Hij kocht Jozef als slaaf nadat zijn broers hem hadden verkocht (Genesis 39:1). Jozef klom al snel op tot persoonlijk bediende van Potifar en uiteindelijk beheerder van al Potifars bezittingen.
Jozef was een aantrekkelijke verschijning en de vrouw van zijn meester wilde hem verleiden, maar Jozef weigerde dat. Ze herhaalde haar vraag vaker, en op een bepaalde dag, toen zij met hem alleen was, greep de vrouw hem bij zijn kleding vast. Jozef vluchtte weg, maar zijn kleed liet hij achter.
Vervolgens riep de vrouw haar bedienden en beweerde over Jozef dat hij haar kamer zou zijn binnengedrongen en haar wilde verkrachten. Na deze valse beschuldiging stopte Potifar Jozef voor ongeveer tien jaar in de gevangenis (Genesis 39:2-20).

## Traditie
Potifars vrouw heette volgens de Joodse overlevering Zelikah. In de Koran staat ook het verhaal van Jozef in Egypte. Potifar wordt daar Kitfîr of Itfîr genoemd en zijn vrouw Zulaika (Arabisch: زلیخا).

## Analyse
Volgens de documentaire hypothese werd het verhaal van Potifar en Jozef door de Jahwist samengesteld. In het oorspronkelijke verhaal van de Jahwist werd Jozef aan "een Egyptenaar" verkocht. De Elohist identificeerde deze als Potifar, een simpele priester.

## Interpretatie

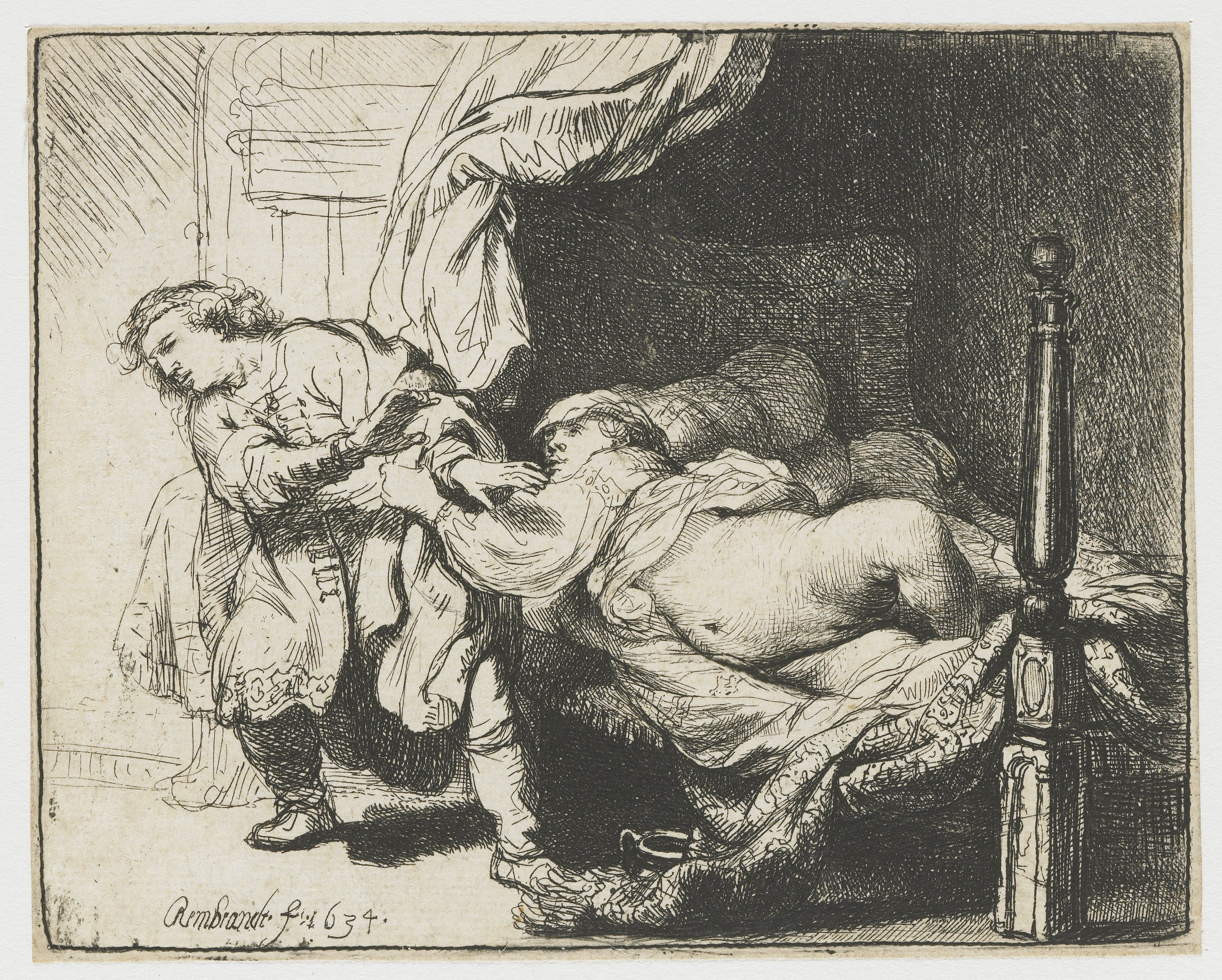
Rembrandt, 1634

De vrouw van Potifar komt in het Bijbelse verhaal naar voren als een slechte, wulpse vrouw, terwijl Jozef de kuisheid zelf lijkt te zijn. Er wordt wel gedacht dat de vrouw van Potifar eenzaam was en tekort kwam, omdat Potifar waarschijnlijk een eunuch was. Deze visie uitte Thomas Mann in zijn serie Jozef en zijn broers. Als hoveling van de farao werd door de castratie van de dienaar voorkomen dat hij de vrouwen uit de harem zou verleiden. Kennelijk was Potifar wel getrouwd. 

## Gebruik van het thema in de kunst
Het thema van de vrouw van Potifar die Jozef vastgrijpt is talloze malen vastgelegd in de beeldende kunst. Het was een thema waarmee onder het mom van een Bijbelse voorstelling een erotische, prikkelende scène kon worden vastgelegd. Een voorbeeld hiervan is de ets van Rembrandt, waarin het blote onderlijf van de vrouw opvallend wordt weergegeven. Ook vrouwen hebben het thema vastgelegd, zoals Properzia de' Rossi en Artemisia Gentileschi.